# Rue Georges-Ville
La rue Georges-Ville est une voie du 16e arrondissement de Paris, en France.

## Situation et accès
La rue Georges-Ville est une petite rue en coude située dans le 16e arrondissement de Paris. Elle débute au 61, avenue Victor-Hugo et se termine au 17, rue Paul-Valéry.
Le quartier est desservi par la ligne 2 à la station  Victor-Hugo.

## Origine du nom

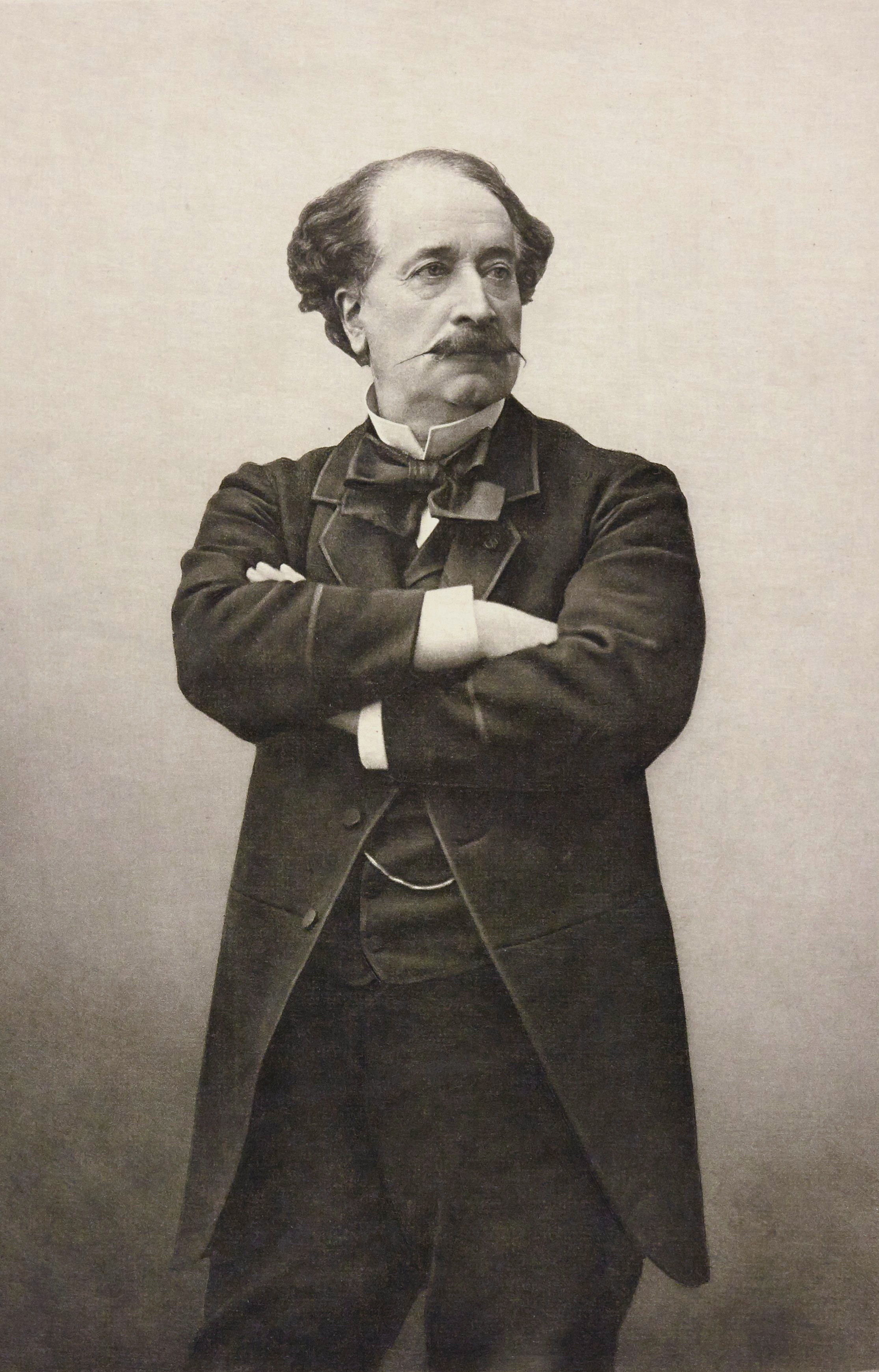
Georges Ville.

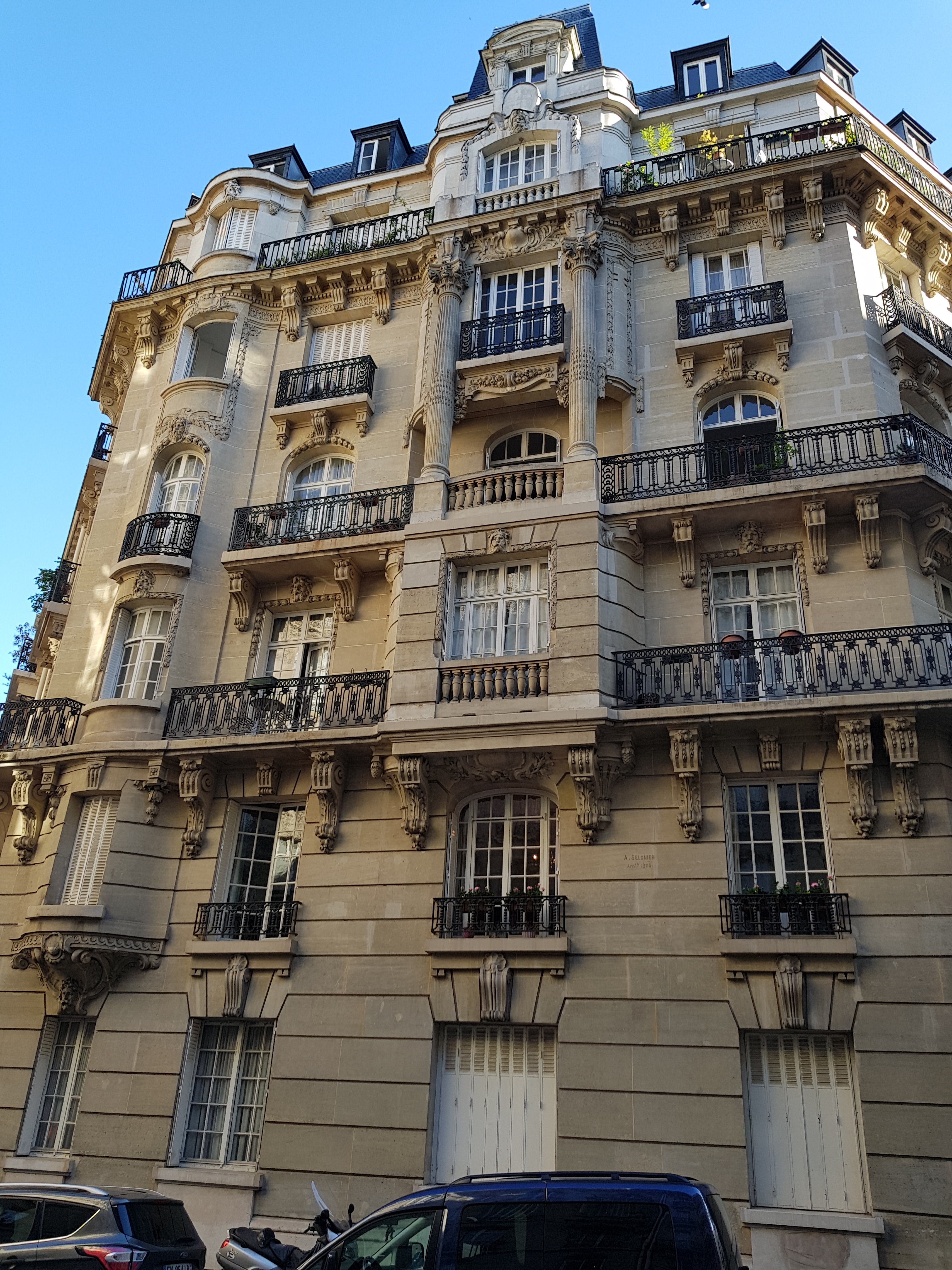
No 5.

Elle porte le nom de l'agronome français Georges Ville (1824-1897). 

## Historique
Cette voie est ouverte en 1901 et prend sa dénomination actuelle par un arrêté du 6 novembre 1905.

## Bâtiments remarquables et lieux de mémoire
Les immeubles des nos  2, 4, 5, 7, 8 sont l'œuvre de l'architecte Albert Sélonier et ont été construits, respectivement, en 1902, 1902, 1905, 1911 et 1904.
- No 2 : immeuble de rapport de style néo-Louis XV construit par Albert Sélonier en 1902 à l'angle de l'avenue Victor-Hugo[1]. La marquise Mathilde de Morny (1863-1944) y habita[2]. La femme de lettres Colette y vint souvent lui rendre visite[3].

- No 3 : c’est dans un appartement de cet immeuble que Jeanne Muhlfeld (1875-1953), surnommée la Sorcière, tenait un salon littéraire et mondain très couru dans les années 1920, notamment fréquenté par Paul Valéry, Jean Cocteau, André Gide, François Mauriac et bien d’autres[4].

- No 7 : le médecin espagnol Gregorio Marañón (1887-1960), figure de l'amitié franco-espagnole, a vécu dans cet immeuble de 1936 à 1942, comme en témoigne une plaque apposée sur la façade.

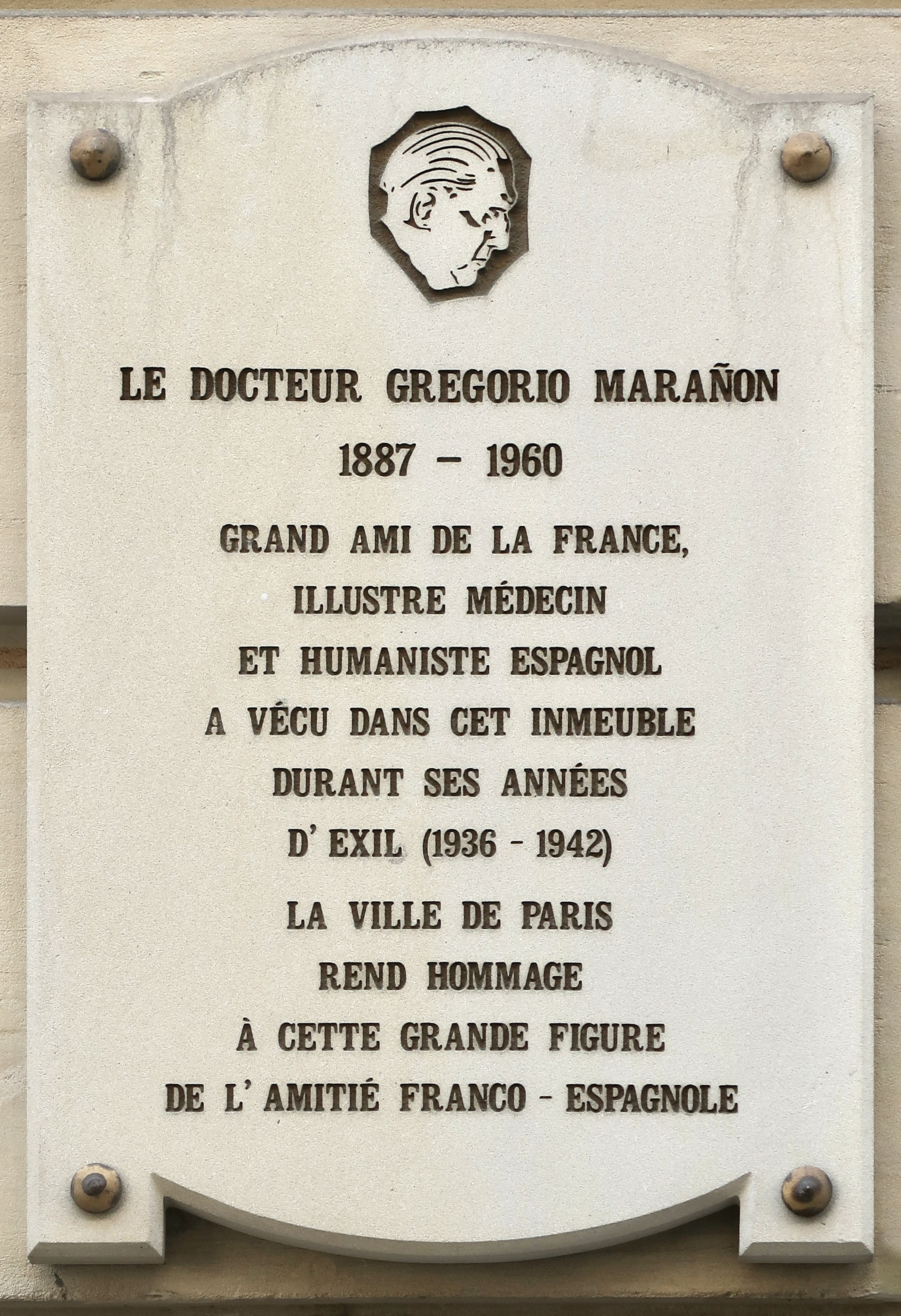
Plaque au no 7.